# 体育科教育学
体育科教育学（たいいくかきょういくがく）は、小学校から高等学校までの学校教育における保健体育をいかに教育するかについての学問であるとされる。

## 用語の混乱
体育は、英語の physical education（身体教育）の訳語として戦後の教育改革において新しく導入された教科である。戦前までの日本の学校教育では、柔道や剣道などの武道と体操がほぼ戦後の体育に相当する。
しかし、体育が physical education であるとすると、体育科教育学の英語表記はどうなるのかというと、答えは  pedagogy of physical education である。

## 学会
日本体育科教育学会